# Il bandito della miniera d'oro
Il bandito della miniera d'oro (The Aryan) è un film muto del 1916 diretto da Reginald Barker, William S. Hart e Clifford Smith. Il film, di genere western, aveva come protagonista William S. Hart; gli altri interpreti erano Gertrude Claire, Charles K. French, Louise Glaum, Herschel Mayall, Bessie Love. In un ruolo di comparsa, appare John Gilbert, futura star di Hollywood.

## Trama

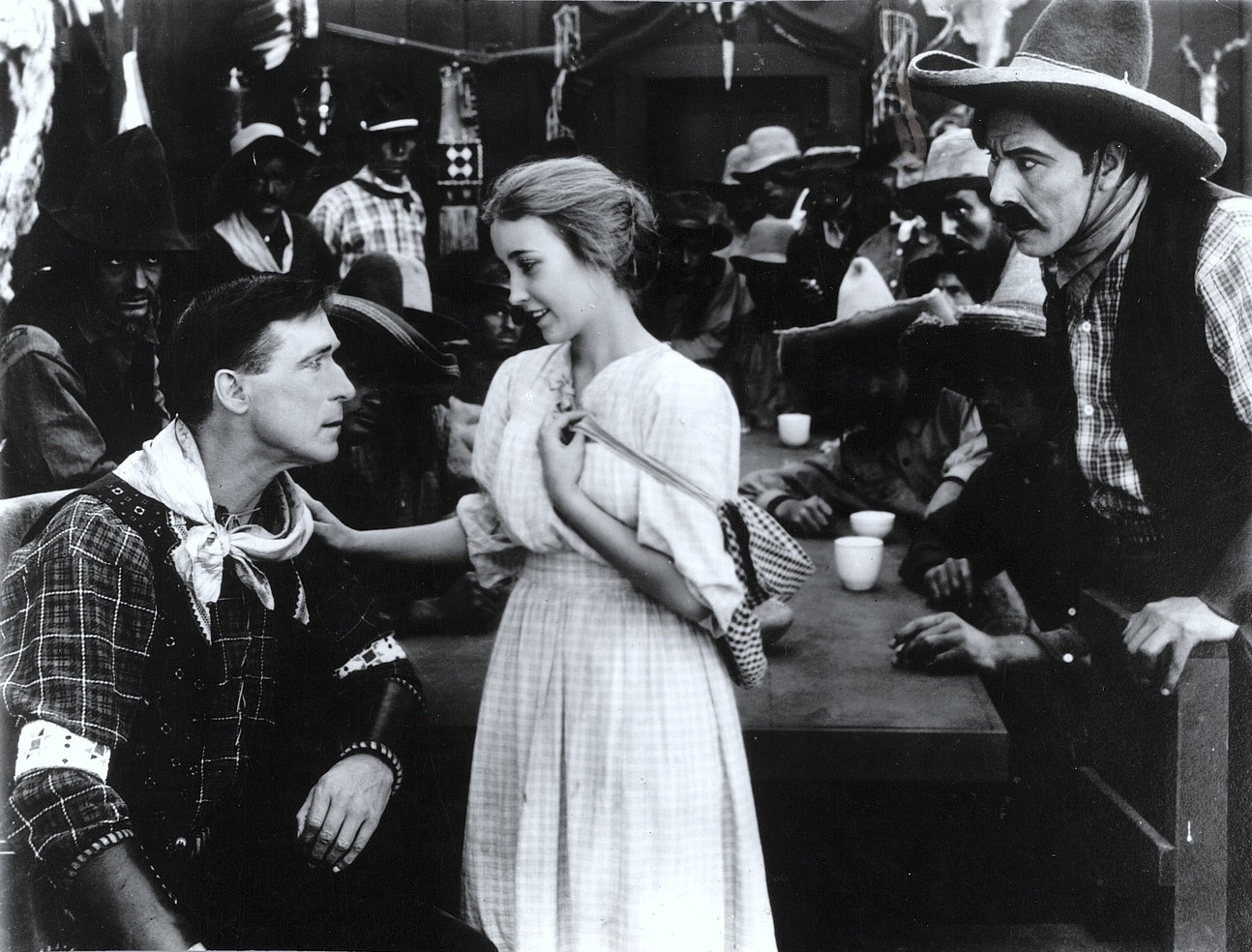
William Hart e Bessie Love in una scena del film

Steve Denton, un minatore, dopo lunghi anni di lavoro, decide di tornare a casa, dove vive ancora la vecchia madre. Ma lungo la strada, viene derubato del suo oro da una ballerina. Venuto a sapere che la madre è morta, Steve si vendica della ballerina e del suo amante che uccide. Poi raggiunge il deserto, dove si mette alla testa di un gruppo di fuorilegge indiani e messicani.
Due anni dopo, una carovana di contadini persi nel deserto chiede il suo aiuto, ma egli rifiuta. Quella notte, la giovane Mary Jane lo raggiunge segretamente e gli chiede ancora il suo aiuto, meravigliandosi che un uomo bianco non voglia aiutare altri uomini bianchi. Convinto da Mary Jane, Steve si mette alla testa dei coloni, portandoli in salvo. Poi riprende la sua vita vagabonda.

## Produzione
Prodotto da Thomas H. Ince per la Kay-Bee Pictures, il film fu girato dal 1º novembre al 1º dicembre 1915. Molte delle scene furono girate nel deserto del Mojave, in California. Il budget del film fu di 13.531,67 dollari.

## Distribuzione
Il copyright del film, richiesto dalla Triangle Film Corp., fu registrato nell'aprile 1913  con il numero LP8062.
Il film fu distribuito in sala dalla Triangle il 9 aprile 1916. In Italia venne distribuito dalla società Mundus nel 1920, mentre in Spagna uscì il 26 febbraio 1921.
Una copia del film si trova conservata negli archivi della Biblioteca del Congresso di Washington; un'altra, al Museo del Cine di Buenos Ayres.